# Julia Scheib
Pour les articles homonymes, voir Scheib.
Julia Scheib, née le 12 mai 1998, est une skieuse alpine autrichienne. Grand espoir du ski alpin autrichien, elle brille lors des Jeux olympiques de la jeunesse d'hiver de 2016 en y remportant une médaille d'argent en super G. En 2018, elle devient championne du monde juniors de slalom géant à Davos.

## Biographie
Elle fait ses débuts en Coupe du monde en janvier 2018 à Kronplatz. Elle marque ses premiers points en février 2019 à Maribor (24e du slalom géant).

## Palmarès

### Coupe du monde
- Meilleur classement général : 124e en 2019.
- 1 podium en slalom géant.
- 1 podium par équipes.

#### Classements
| Saison | Général | Slalom | Slalom géant | Super G | Descente | Combiné |
| ------ | ------- | ------ | ------------ | ------- | -------- | ------- |
| 2019   | 124e    | —      | 51e          | —       | —        | —       |

### Championnats du monde junior
| Édition / Épreuve          | Descente | Super G | Slalom géant | Slalom  | Combiné | Par équipes |
| -------------------------- | -------- | ------- | ------------ | ------- | ------- | ----------- |
| Mondiaux 2018 Davos        | 4e       | 5e      | Or           | Abandon | Abandon | Bronze      |
| Mondiaux 2019 Val di Fassa | 5e       | Argent  | 5e           |         | Abandon |             |

### Jeux olympiques de la jeunesse d'hiver
| Édition / Épreuve    | Super G | Slalom géant | Slalom  | Combiné |
| -------------------- | ------- | ------------ | ------- | ------- |
| JOJ 2016 Lillehammer | Argent  | 9e           | Abandon | Abandon |

### Coupe d'Europe
- 2 victoires.

Palmarès en avril 2019